# Colle d'Aspin
Il Colle d'Aspin (1.489 m s.l.m., in francese Col d'Aspin) è un valico pirenaico situato nel dipartimento francese degli Alti Pirenei. Collega Campan e Arreau.
Il colle viene raggiunto spesso durante la gara ciclistica del Tour de France.

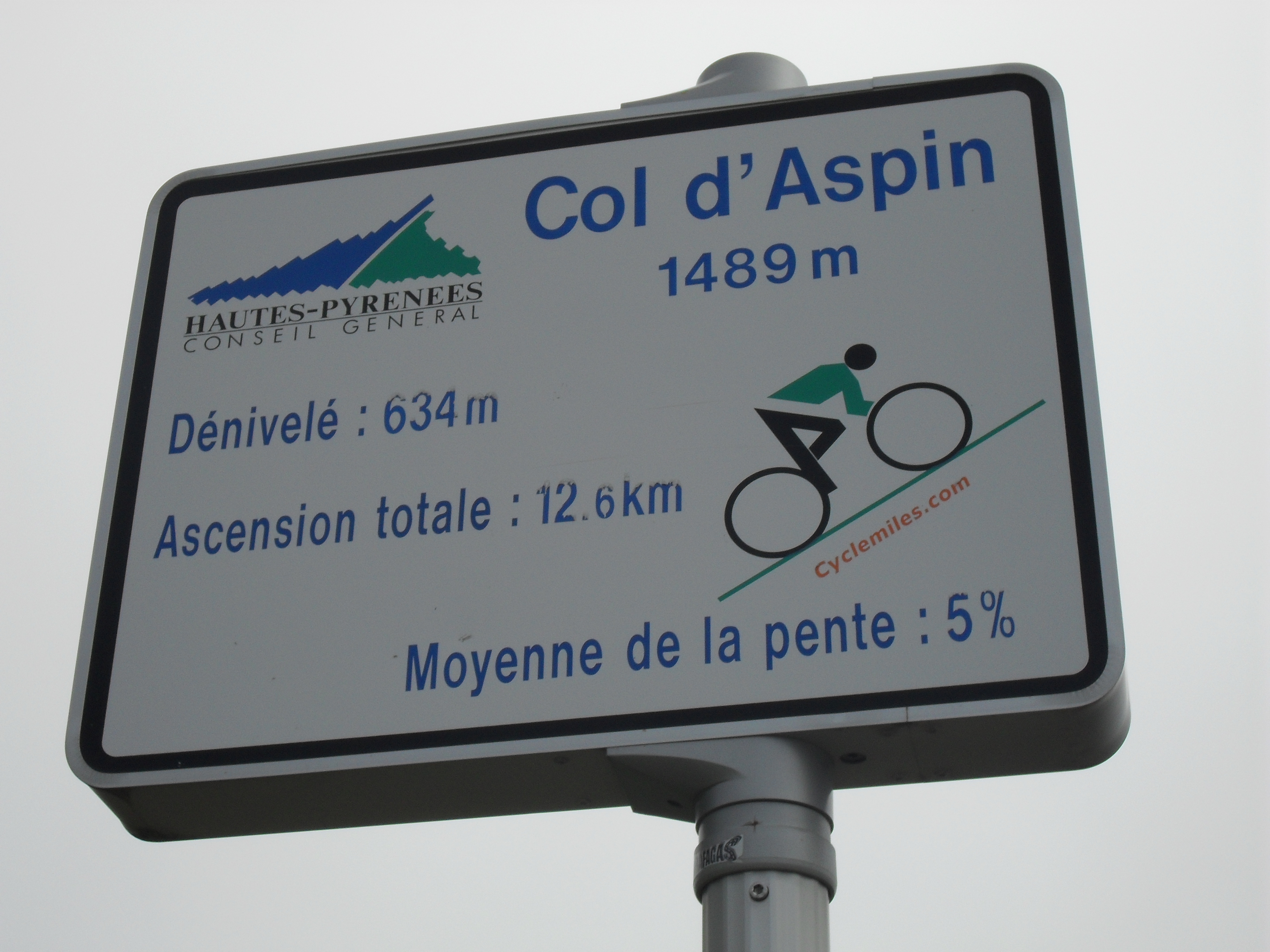
Cartello posto alla sommità con informazioni per chi sale da Sainte-Marie-de-Campan

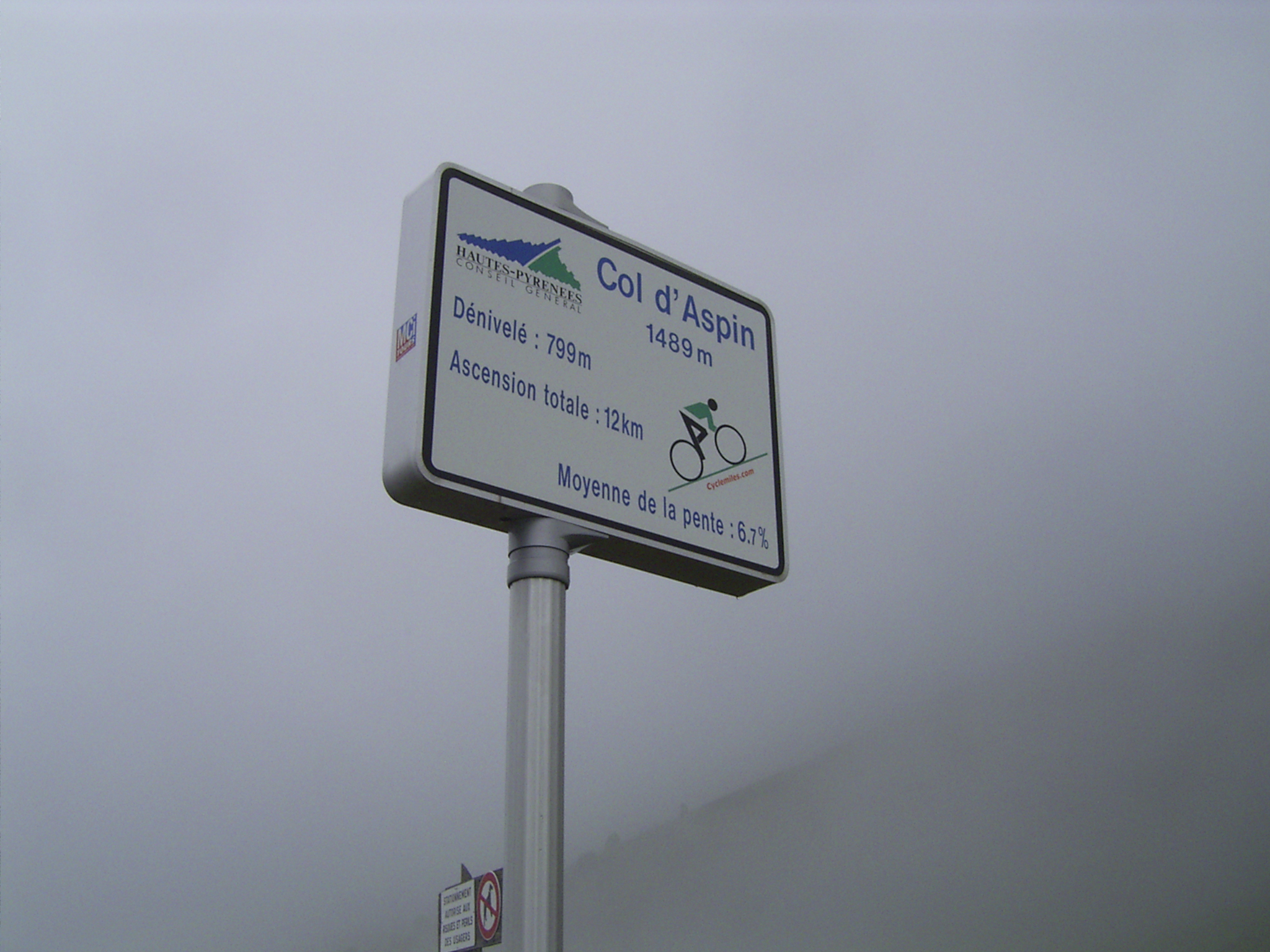
Cartello posto alla sommità con informazioni per chi sale da Arreau

## Ciclismo
Il versante ovest, che parte da Sainte-Marie-de-Campan, è lungo 12,8 km, con un dislivello di 642 m, per una pendenza media del 5%. Gli ultimi 5 km sono i più duri con una pendenza media dell'8%.
Il versante est, che parte da Arreau, è più duro, 12 km con un dislivello di 779 m per una pendenza media del 6,5%.
Su entrambi i versanti sono posti ad ogni chilometro dei cartelli, presenti anche in altre salite francesi, che indicano l'altezza della cima, la distanza dalla cima, l'altezza corrente e la pendenza media del chilometro successivo.

### Tour de France
L'Aspin fu affrontato dal Tour de France per la prima volta nel 1910, a transitare in cima in quell'edizione fu Octave Lapize.
In totale il Tour de France è transitato in cima all'Aspin 71 volte.
Di seguito l'elenco dei ciclisti transitati in cima all'Aspen dal 1947.
| Anno | Tappa | Categoria | Partenza            | Arrivo                       | Ciclista                 |
| ---- | ----- | --------- | ------------------- | ---------------------------- | ------------------------ |
| 2016 | 7     | 1         | L'Isle-Jourdain     | Lac de Payolle               | Steve Cummings           |
| 2015 | 11    | 1         | Pau                 | Cauterets                    | Daniel Martin            |
| 2012 | 16    | 1         | Pau                 | Bagnères-de-Luchon           | Thomas Voeckler          |
| 2010 | 16    | 1         | Bagnères-de-Luchon  | Pau                          | Anthony Charteau         |
| 2009 | 9     | 1         | Saint-Gaudens       | Tarbes                       | Franco Pellizotti        |
| 2008 | 9     | 1         | Tolosa              | Bagnères-de-Bigorre          | Sebastian Lang           |
| 2006 | 11    | 1         | Tarbes              | Val d'Aran-Pla-de-Beret      | Fabian Wegmann           |
| 2004 | 12    | 1         | Castelsarrasin      | La Mongie                    | Michael Rasmussen        |
| 2003 | 15    | 1         | Bagnères-de-Bigorre | Luz-Ardiden                  | Sylvain Chavanel         |
| 2001 | 14    | 1         | Tarbes              | Luz-Ardiden                  | Bobby Julich             |
| 1999 | 16    | 1         | Lannemezan          | Pau                          | Mariano Piccoli          |
| 1998 | 10    | 1         | Pau                 | Bagnères-de-Luchon           | Rodolfo Massi            |
| 1997 | 9     | 2         | Pau                 | Loudenvielle                 | Pascal Hervé             |
| 1995 | 15    | 1         | Saint-Girons        | Cauterets–Crêtes du Lys      | Richard Virenque         |
| 1994 | 12    | 1         | Lourdes             | Luz-Ardiden                  | Richard Virenque         |
| 1991 | 13    | 2         | Jaca                | Val-Louron                   | Claudio Chiappucci       |
| 1990 | 16    | 1         | Blagnac             | Luz-Ardiden                  | Claudio Chiappucci       |
| 1989 | 10    | 2         | Cauterets           | Superbagnères                | Robert Millar            |
| 1988 | 15    | 1         | Saint-Girons        | Luz-Ardiden                  | Samuel Cabrera           |
| 1986 | 13    | 1         | Pau                 | Superbagnères                | Dominique Arnaud         |
| 1985 | 17    | 2         | Tolosa              | Luz-Ardiden                  | José Del Ramo            |
| 1983 | 10    | 1         | Pau                 | Bagnères-de-Luchon           | Patrocinio Jiminez       |
| 1982 | 13    | 1         | Pau                 | Saint-Lary-Soulan–Pla d'Adet | Michel Laurent           |
| 1980 | 13    | 1         | Pau                 | Bagnères-de-Luchon           | Raymond Martin           |
| 1979 | 3     | 1         | Bagnères-de-Luchon  | Pau                          | René Bittinger           |
| 1978 | 11    | 2         | Pau                 | Saint-Lary-Soulan-Pla d'Adet | Michel Laurent           |
| 1977 | 2     | 2         | Auch                | Pau                          | Luis Balague             |
| 1976 | 15    | 2         | Saint-Lary-Soulan   | Pau                          | Gerben Karstens          |
| 1975 | 11    | 2         | Pau                 | Saint-Lary-Soulan–Pla d'Adet | Lucien Van Impe          |
| 1974 | 17    | 2         | Saint-Lary-Soulan   | La Mongie                    | Jean-Pierre Danguillaume |
| 1973 | 14    | 2         | Bagnères-de-Luchon  | Pau                          | José Manuel Fuente       |
| 1972 | 8     | 2         | Pau                 | Bagnères-de-Luchon           | Roger Swerts             |
| 1971 | 16A   | 2         | Bagnères-de-Luchon  | Gourette–les-Eaux-Bonnes     | Lucien Van Impe          |
| 1970 | 18    | 1         | Saint-Gaudens       | La Mongie                    | Primo Mori               |
| 1969 | 17    | 2         | La Mongie           | Mourenx                      | Joaquim Galera           |
| 1964 | 16    | 2         | Bagnères-de-Luchon  | Pau                          | Julio Jiménez            |
| 1963 | 11    | 2         | Bagnères-de-Bigorre | Bagnères-de-Luchon           | Guy Ignolin              |
| 1962 | 12    | 3         | Pau                 | Saint-Gaudens                | Federico Bahamontes      |
| 1961 | 17    | 2         | Bagnères-de-Luchon  | Pau                          | Marcel Queheille         |
| 1960 | 11    | 2         | Pau                 | Bagnères-de-Luchon           | Kurt Gimmi               |
| 1959 | 11    | 2         | Bagnères-de-Bigorre | Saint-Gaudens                | Jean Dotto               |
| 1958 | 14    | 2         | Pau                 | Bagnères-de-Luchon           | Federico Bahamontes      |
| 1956 | 12    | 2         | Pau                 | Bagnères-de-Luchon           | Nino Defilippis          |
| 1955 | 17    | 2         | Tolosa              | Saint-Gaudens                | Charly Gaul              |
| 1954 | 12    | 2         | Pau                 | Bagnères-de-Luchon           | Louison Bobet            |
| 1953 | 11    | 2         | Cauterets           | Bagnères-de-Luchon           | Jean Robic               |
| 1952 | 17    | 2         | Tolosa              | Bagnères-de-Bigorre          | Raphaël Géminiani        |
| 1951 | 14    | 2         | Tarbes              | Bagnères-de-Luchon           | Fausto Coppi             |
| 1950 | 11    | 2         | Pau                 | Saint-Gaudens                | Kléber Piot              |
| 1949 | 11    | 2         | Pau                 | Bagnères-de-Luchon           | Apo Lazaridès            |
| 1948 | 8     | 2         | Lourdes             | Tolosa                       | Jean Robic               |
| 1947 | 15    | 1         | Bagnères-de-Luchon  | Pau                          | Jean Robic               |